# Hans Wenke
Hans Wenke (* 22. April 1903 in Sangerhausen; † 27. Februar 1971 in Hamburg) war ein deutscher Erziehungswissenschaftler und parteiloser Bildungspolitiker. Er war von 1963 bis 1965 Gründungsrektor der Bochumer Ruhr-Universität, bis er aufgrund von publik gewordenen Äußerungen während der NS-Zeit abberufen wurde.

## Leben
Der Sohn eines Gastwirts studierte Philosophie, Pädagogik, Psychologie und Geschichte an der Friedrich-Wilhelms-Universität Berlin, wurde dort 1926 zum Dr. phil. promoviert und anschließend Assistent von Eduard Spranger. 1939 ging er als Dozent für Pädagogik und Philosophie an die Universität Erlangen, wo er 1941 außerordentlicher und 1943 ordentlicher Professor für Psychologie und Pädagogik wurde. 1947 folgte er einem Ruf an die Universität Hamburg, wechselte aber bereits 1949 nach Tübingen, wo er bis 1954 blieb. Dort trat Wenke in der Folgezeit auch hochschulpolitisch in Erscheinung und wurde 1953 zum Rektor gewählt. Im selben Jahr übernahm er auch den Vorsitz im Deutschen Ausschuss für das Erziehungs- und Bildungswesen.

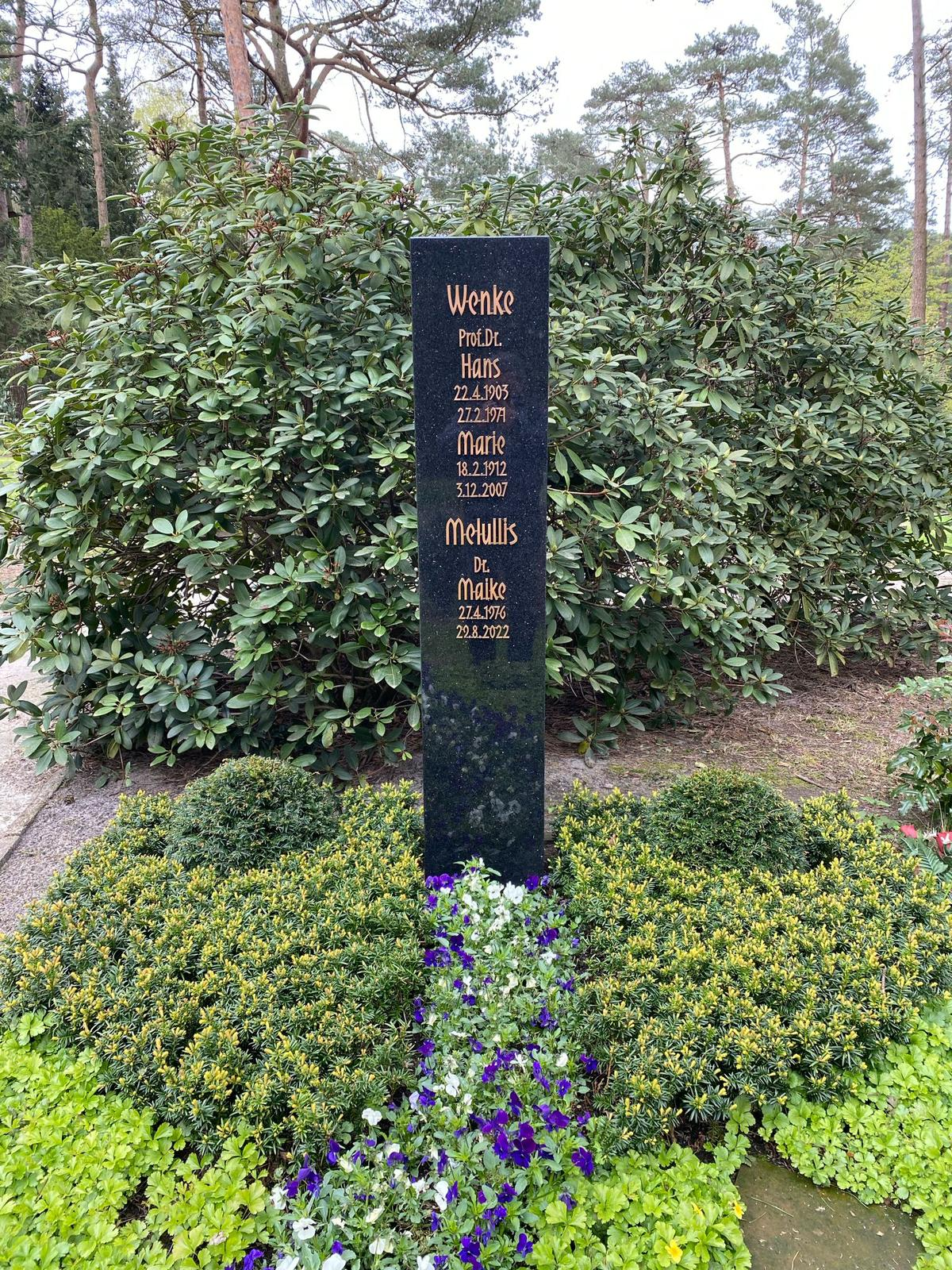
Grabstätte auf dem Waldfriedhof Buchholz

1954 wurde Wenke durch die Hamburgische Bürgerschaft in den Senat gewählt und von diesem als Präses in die Schulbehörde entsandt. Er bekleidete dieses Amt bis 1957. Ab 1963 war Wenke Gründungsrektor der Bochumer Ruhr-Universität, wurde jedoch von diesem Amt abberufen, weil mehrere seiner Äußerungen während der NS-Zeit in der Öffentlichkeit bekannt geworden waren. Wenke hatte gemäß einem Bericht im Spiegel in der Zeitschrift für Deutschkunde 1934 geschrieben: „Maßstab für die Kraft und den Wert eines Volkes“ liege „in der biologischen, d. h. rassischen Anlage und Substanz“. „Rassenpflege (ist) nicht nur eine berechtigte Forderung, sondern eine Notwendigkeit für die Zukunft des deutschen Volkes“. Auch in einer Besprechung des Buches Sieg Heil, SA habe Wenke den SA-Geist gefeiert, weil die durch ihn verkörperte „Festigkeit der Gesinnung (...) die stärkste Grundlage der national-sozialistischen Bewegung“ sei.
Bis zu seiner Emeritierung 1967 lehrte Wenke erneut an der Universität Hamburg. Seine Lehrtätigkeit in Hamburg war am Ende überschattet von heftigen Auseinandersetzungen mit Studenten der 68er-Bewegung. So schrieb der Pädagogik-Student und SDS-Aktivist Reinhold Oberlercher in der Studenten-Zeitschrift auditorium: „Zumutungen vom Schlage Wenkescher Vorlesungen sind nur dadurch zu kritisieren, daß man sie sprengt“. Tatsächlich sah sich wenige Wochen später Wenke durch lautstarke Protest- und Schmährufe veranlasst eine Vorlesung abzubrechen und den Hörsaal zu verlassen.
Wenke war von 1958 bis 1961 Mitglied des Vorstands der Friedrich-Naumann-Stiftung. 1958 und von 1961 bis 1969 war im Kuratorium der Stiftung und von 1969 bis 1971 in deren Beirat tätig. 1960 wurde er zum Vorsitzenden der Kommission zur Beratung der Bundesregierung in Fragen der politischen Bildung berufen.
Nach seiner Emeritierung lehrte Wenke als Honorarprofessor erneut an der Ruhr-Universität. Ebenfalls seit 1967 leitete er bis zu seinem Tod das Hans-Bredow-Institut für Medienforschung in Hamburg.
Hans Wenke ruht auf dem Waldfriedhof in Buchholz in der Nordheide.